# Rolf Gramstad
Rolf Gramstad (ur. 5 stycznia 1957 w Sandnes) – norweski żużlowiec, występujący również na długim torze i na trawie.

## Życiorys
Wielokrotny reprezentant Norwegii w eliminacjach indywidualnych mistrzostw świata (m.in. trzykrotny uczestnik finałów skandynawskich: 1979 – XII miejsce, 1980 – XI miejsce i 1981 – XIII miejsce). Finalista indywidualnych mistrzostw Norwegii (1977 – VI miejsce). Złoty medalista indywidualnych mistrzostw Norwegii na długim torze w 1981 roku.
Startował w lidze angielskiej w barwach klubów Swindon Robins oraz Leicester Lions.
We wrześniu 1981 roku zakończył karierę po wypadku podczas finału indywidualnych mistrzostw Europy na torze trawiastym – Les Artigues 1981, w wyniku którego został sparaliżowany. Pod koniec roku mógł już poruszać się o kulach, ale nie powrócił już do czynnego sportu.

## Przynależność klubowa
Wielka Brytania
- Swindon Robins (1978–1979)
- Leicester Lions (1980–1981)